# Ахундов, Искендер Аслан оглы
Искендер Аслан оглу Ахундов (азерб. İskəndər Aslan oğlu Axundov; 11 октября 1935, Баку — 25 июля 2009, Москва) — азербайджанский поэт, писатель, публицист, учёный, журналист, общественный деятель, педагог.

## Биография
Родился 11 октября 1935 года в Баку в интеллигентной семье врачей. Был единственным сыном, имел 4 сестёр. Его отец Аслан бек Ахундов принадлежал к старинному дворянскому роду. Дед Искендер бек Ахундов был известным адвокатом, представленным в правительстве Азербайджанской Демократической Республики. Старшая сестра Аслан бека Ахундова Сона ханум Ахундова — мать великого азербайджанского композитора Кара Караева. Сыновья младшей сестры Аслан бека — Джейран ханум — известный скульптор Мирали Миркасимов и кинорежиссёр Октай Миркасимов.
Искендер Ахундов окончил среднюю школу № 171 в Баку, высшее образование получил в Московском государственном полиграфическом институте (1955—1960).
Работал в бакинских издательствах «Азернешр», «Маариф», ответственным секретарем в газете «Агитатор», затем был переведен на партийную работу в ЦК КП Азербайджана, прошёл путь от инструктора сектора печати до заместителя заведующего отделом пропаганды и агитации (1967—1975). В годы работы в ЦК КП Азербайджана защитил кандидатскую диссертацию в Академии Общественных наук при ЦК КПСС в Москве на тему политических процессов, протекавших в Турции в тот период. Достойно представлял Азербайджан во время работы в Японии, Турции.
Впоследствии работал старшим научным сотрудником в Институте народов Ближнего и Среднего Востока Академии наук Азербайджана. Работал над докторской диссертацией, изданной в виде автореферата.
В течение 10-летнего периода (1980—1990) осуществлял преподавательскую деятельность в вузе города Великие Луки России. После возвращения в Баку с 1990 года занимал должность заведующего кафедрой общей философии в Азербайджанской государственной академии физкультуры и спорта.

## Литературная и публицистическая деятельность
Годы начала трудовой деятельности совпали с расцветом поэтического, литературного творчества. Был членом Союза писателей Азербайджана, Союза писателей СССР. В 1968 году в издательстве «Гянджлик» в Баку был издан сборник стихов Искендера Ахундова «Капли звуков» на русском языке. Стихотворения поэта публиковались на страницах газет и журналов, выходящих в Азербайджане и на пространстве Советского Союза, среди которых газета «Молодежь Азербайджана», журналы «Литературный Азербайджан», «Огонёк» и др. В 1975 году стихотворение И.Ахундова, посвященное расстрелу фашистами великого испанского поэта Федерико Гарсиа Лорки, вошло в сборник, выпущенный ЮНЕСКО к годовщине трагической гибели поэта. Советский Союз был представлен в этом сборнике стихотворениями поэтов Искендера Ахундова и Евгения Евтушенко.
В том же году это стихотворение было опубликовано в журнале «Огонёк».
В годы перестройки, начала нагорно-карабахского конфликта, переросшего в полномасштабную войну Армении и Азербайджана, Искендер Ахундов находился в ряду представителей азербайджанской интеллигенции, неравнодушных к происходящим событиям, выступавших с обличающими публикациями и статьями в периодической печати. Он — автор многочисленных статей на эту тему, публиковавшихся на страницах центральных республиканских газет и неизменно вызывавших широкий общественный резонанс.
Искендер Ахундов скончался в Москве 25 июля 2009 года после тяжелой продолжительной болезни.